# SM U-97 (1917)
SM U-97 – niemiecki okręt podwodny typu U-93 zbudowany w Friedrich Krupp Germaniawerft w Kilonii w latach 1915-1917. Wodowany 4 kwietnia 1917 roku, wszedł do służby w Cesarskiej Marynarce Wojennej 16 maja 1917 roku. 27 sierpnia 1917 roku został przydzielony do IV Flotylli pod dowództwem kapitana Hugo Schmidta. U-97 w ciągu czterech patroli zatopił 4 statki nieprzyjaciela o łącznej pojemności 2089 BRT oraz jeden uszkodził o pojemności 4785 BRT. 14 października 1917 roku po osiągnięciu zdolności bojowej dowódcą okrętu został mianowany Otto Wünsche.
W czasie pierwszego patrolu na Morzu Irlandzkim, 22 listopada 1917 roku, U-97 zatopił dwa brytyjskie statki oraz jeden uszkodził. Pierwszym był żaglowiec „Conovium” o pojemności 86 BRT. Zbudowany w 1891 roku statek płynął z ładunkiem desek z Waterford do Garston. Wkrótce na cel U-97 wszedł kolejny brytyjski statek handlowy - parowiec „Elsena” (335 BRT), płynący z ładunkiem owsa do manchesteru. Ostatnim statkiem, który został zaatakowany tego samego dnia był parowiec „Hartland”, płynący z Barry do Glasgow po ładunek parowiec o pojemności 4785 BRT. Statek został storpedowany na południowy zachód od Bardsey Island i uległ uszkodzeniu. Straty wynosiły 2 marynarzy. Uszkodzony statek został doholowany do portu w celu naprawy.
Po powrocie z patrolu Otto Wünsche został zastąpiony przez kapitana Hans von Mohla, który dowodził okrętem do jego zatonięcia. 11 lutego 1918 roku 25 mil na wschód od Drogheda w Irlandii storpedował i zatopił brytyjski Q ship „Westphalia” o pojemności 1467 BRT. W wyniku ataku zginęło 46 członków załogi.
21 listopada 1918 roku okręt został zatopiony w czasie swojej ostatniej drogi, która wiodła z Niemiec do Wielkiej Brytanii. Okręt płynął w celu poddania Royal Navy.